# Oscar Timmers
Oscar Anthonius Gerardus Maria (Oscar) Timmers (Heerlen, 13 september 1931 − 1 maart 2018) was een Nederlands letterkundige die ook publiceerde onder het pseudoniem J. Ritzerfeld.

## Biografie
Timmers was een zoon van een garagehouder in Heerlen: Petrus Jacob Marie Edmond (Edmond) Timmers (1902-1960) en Maria Wilhelmina Elisabeth (Elise/Lieke) Snijders (1902-1985). Hij werd genoemd naar zijn grootvader, de gemeenteontvanger Joseph Oscar Timmers (1876-1949) die een zoon was van Maria Petronella Hubertina Ritzerfeld (1851-1940) aan welke laatste hij zijn pseudoniem ontleende. Hij debuteerde bij uitgeverij L.J.C. Boucher in 1957 met Landklimaat. Daarna verscheen zijn werk bij De Bezige Bij waar hij als redacteur werkzaam was. Onder zijn eigen naam verschenen voorts vertalingen. In de jaren 1960 publiceerde hij ook een vertaling van maatschappijkritisch werk in de reeks Kritiese Biblioteek van uitgeverij Meulenhoff. Tussen 1972 en 1974 verschenen 17 delen in de reeks Dar pockets onder zijn redactie.
Timmers was getrouwd met de dichteres Lizzy Sara May (1918-1988); zij kregen samen een zoon die op 4-jarige leeftijd overleed. (May had uit haar eerste huwelijk onder anderen een dochter Mischa (1939) die trouwde met Louis Ferron, en een zoon: Rogier Proper (1943)). 
Timmers overleed in 2018 op 86-jarige leeftijd.

### J. Ritzerfeld
Vanaf 1974 publiceerde Timmers eigen literair werk onder het pseudoniem J. Ritzerfeld. Hij debuteerde onder die laatste naam in 1974 met Anima 'Je reinste film' , die bij zijn eigen uitgeverij verscheen. In 1983 verscheen een themanummer over hem van het tijdschrift Bzzlletin. In 1987 was hij genomineerd voor de AKO-literatuurprijs. Sommige van zijn teksten werden ook vertaald.